# 科拉多·吉尼
科拉多·吉尼（義大利語：Corrado Gini，1884年5月23日—1965年3月13日），意大利統計學家，人口學家和社會學家，開發出吉尼係數，判斷收入分配公平程度的指標。

## 生平
科拉多·吉尼1884年出生于意大利特雷维索省靠近特雷维索的小镇莫塔-迪利文扎。他进入博洛尼亚大学法学院学习，并同时学习了数学、经济和生物课程。
科拉多·吉尼的研究方向主要集中在社会科学及统计学两方面，他的兴趣不局限于统计科学，而更广泛地接触社会现象以及生物科学。